# Centre d'apprentissage
Pour les articles homonymes, voir CA.
Ne doit pas être confondu avec Centre de formation d'apprentis.

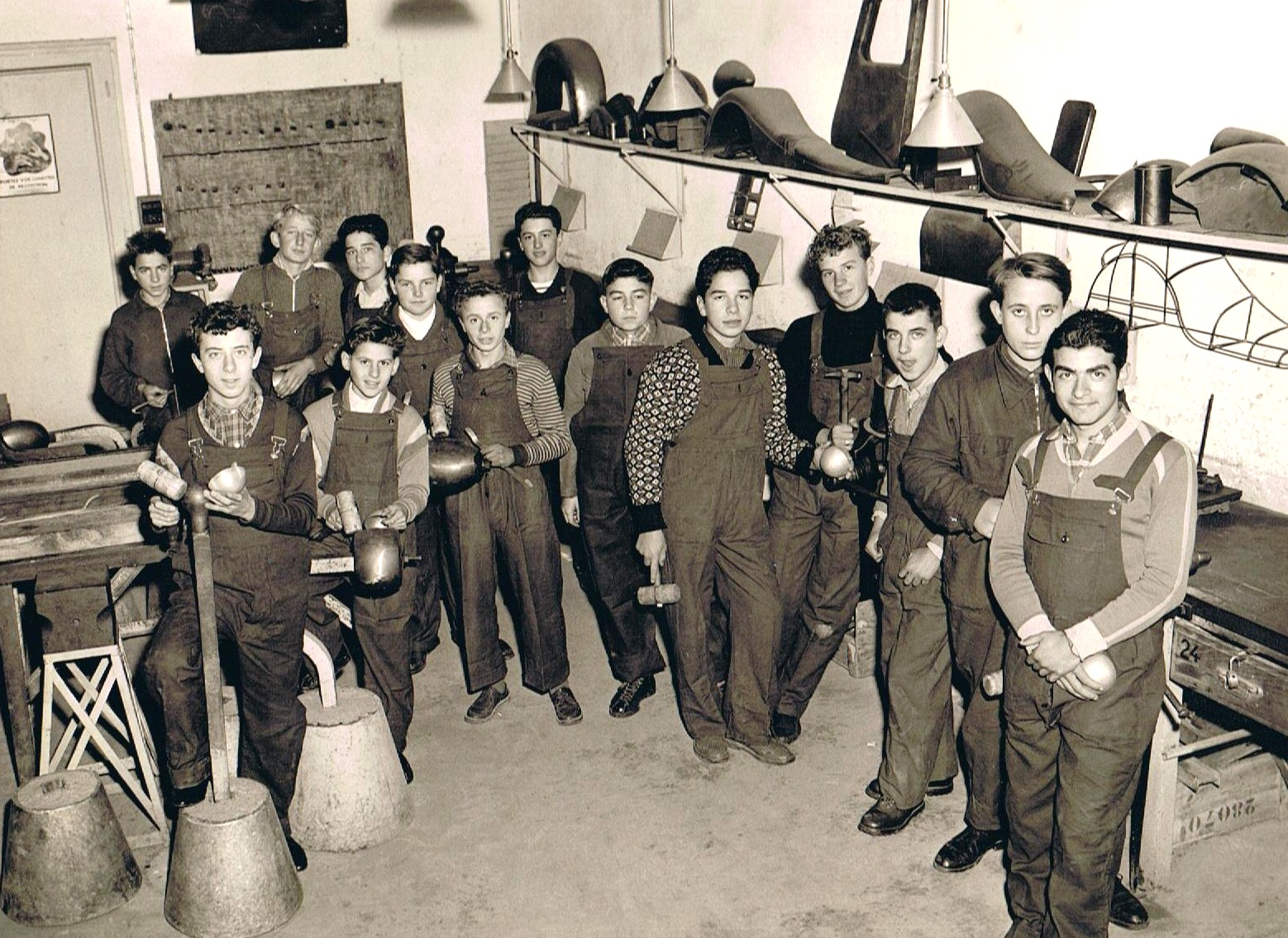
Des apprentis carrossiers en 1951.

En France, de 1944 à 1959-1960, les centres d'apprentissage sont des écoles de formation professionnelle ouvrant aux emplois d'ouvriers ou d'employés qualifiés. 
Les centres d'apprentissage sont ouverts aux garçons ou aux filles âgés d'au moins 13 ans révolus et normalement titulaires du certificat d'études primaires élémentaires (CEPE) ou bien admis après un examen d'entrée. Ils forment les élèves aux métiers relevant de l'industrie, de l'agriculture ou des activités tertiaires 
Les centres d'apprentissage forment en deux ans[Depuis quand ?] (trois ans auparavant) aux certificats d'aptitude professionnelle (CAP) industriels, agricoles ou tertiaires (dits commerciaux). Ces diplômes professionnels sont généralement reconnus dans les conventions collectives et ils permettent, en outre, à leurs titulaires salariés - ouvriers ou employés qualifiés - de devenir employés ou ouvriers hautement qualifiés (OHQ), chefs d'atelier, de chantier ou de rayon ou, pour ceux qui ont la fibre pédagogique, d'être recrutés alors comme professeurs techniques adjoints (PTA) de centre d'apprentissage, voire de réussir au concours du CAPET pour exercer comme professeurs techniques de lycée technique. Par ailleurs, les titulaires du CAP peuvent s'installer à leur compte comme artisans, commerçants ou exploitants agricoles et, éventuellement, devenir chefs d'entreprise de dix salariés ou plus. Pour certains publics spécifiques[Lesquels ?], il est possible d'obtenir une préparation en trois ans du CAP.

## Historique en France métropolitaine

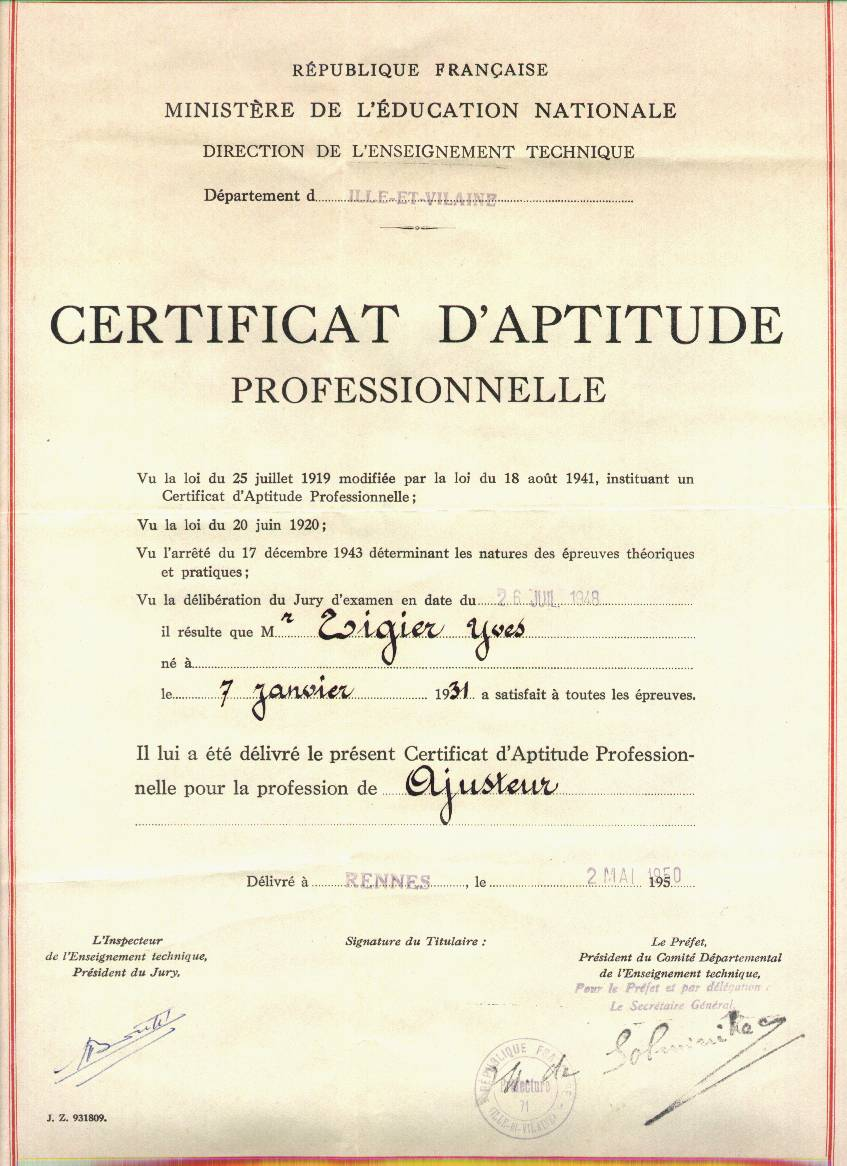
Exemple de diplôme du CAP - ici d'ajusteur - délivré en 1950 en France.

Par décret du 18 septembre 1944, le Gouvernement provisoire de la République française (GPRF), présidé par Charles de Gaulle, transformait les « centres de formation professionnelle » (CFP) existants en « centres d'apprentissage » (CA), transférant leur tutelle de l'ex-direction de la Jeunesse (sous le régime de Vichy) à la direction de l'enseignement technique, à la tête de laquelle est alors nommé Paul Le Rolland.
Le GPRF va ordonner une épuration clémente du personnel en place, transformer l'héritage des CFP vichyssois et manifester sa volonté de rupture en confiant à Paul Le Rolland le développement rapide de l'enseignement technique et professionnel au sein de l'Éducation nationale alors dirigée par le ministre René Capitant (non inscrit). Seront ainsi créés de nombreux centres d'apprentissage masculins et féminins formant en nombre croissant les jeunes ouvriers et employés qualifiés dont les entreprises et l'économie française ont alors un urgent besoin pour leur développement. Les directeurs et les professeurs - PEG et PTA - qui sont alors recrutés vont d'abord s'autoformer sur le terrain avant que les Écoles normales nationales d'apprentissage (ENNA), créées par l'ordonnance du 2 novembre 1945, ne les forment par promotions successives.
En 1946 en France, six ENNA sont ainsi ouvertes : quatre masculines à Nantes, Paris, Lyon et Strasbourg (fermée en 1950 et rouverte vingt ans plus tard à Lille) et deux féminines à Paris et Toulouse avant qu'elles ne deviennent mixtes à partir des années 1960. La même année, les Certificats d'aptitude professionnelle (CAP) en 3 ans deviennent un critère reconnu d'évaluation de la qualification professionnelle et donc du salaire dans la grille de classification professionnelle (grille Parodi) définie en accord avec les employeurs.
En 1947, le contexte nouveau de la guerre froide qui s'impose dans le monde ne permet pas aux centres d'apprentissage de bénéficier de la réforme du système éducatif, appelée Plan Langevin-Wallon, qui prévoyait pour eux un recrutement de leurs élèves après la classe de troisième. Le recrutement n'interviendra que vingt ans plus tard, en 1967, avec la création des brevets d'études professionnelles (BEP).
Fin 1947 est créé dans le gouvernement Robert Schuman (1) un sous-secrétariat d'État à l'Enseignement technique, avec pour titulaire le radical André Morice (entrepreneur de travaux publics de Nantes). Puis, à la Direction de l'enseignement technique, ayant autorité sur les centres d'apprentissage, Paul Le Rolland est limogé et remplacé par Albert Buisson.
Sur le plan syndical, la Confédération française des travailleurs chrétiens (CFTC) est faiblement représentée dans les centres d'apprentissage où domine la Confédération générale du travail (CGT) réunifiée depuis 1943 dans la Résistance. Mais la CGT va connaître en 1947-1948 une très importante scission avec, d'une part, la création de la confédération Force ouvrière (CGT-FO) et, d'autre part, la création d'une Fédération de l'Éducation nationale (FEN) autonome par rapport aux confédérations ouvrières. Le syndicat SNET-centres d'apprentissage des personnels (très largement d'origine ouvrière) des centres d'apprentissage est un des seuls dans l'Éducation nationale à décider de rester à la CGT par 191 voix sur 193. En effet, presque tous les autres syndicats de la puissante Fédération de l'Éducation nationale, refusant de choisir entre maintien à la CGT et adhésion à la dissidente Force ouvrière (CGT-FO), décident eux de rester unis (communistes et leurs sympathisants inclus) dans une Fédération de l'Éducation nationale « autonome » (FEN). La FEN autonome, qui créera par la suite en 1949 son propre syndicat dans les centres d'apprentissage, le Syndicat national de l'apprentissage autonome (SNAA) qui deviendra le Syndicat national de l'enseignement technique-apprentissage autonome (SNETAA) et aura notamment comme secrétaires généraux, en 1955, Pierre Mauroy, qui deviendra Premier ministre de 1981 à 1984, et Jacques Fournier.
En 1949 est adopté le statut des centres d'apprentissage et leur nombre comme leurs effectifs élèves vont continuer à augmenter. C'est ainsi que le nombre de leurs élèves (garçons et filles) passe de 60 000 en 1945 à 203 340 en 1960 soit une multiplication par 3,4 et donc une progression de 238,9 % en quinze ans pour les centres d'apprentissage publics. De ce fait, la proportion de jeunes français ayant bénéficié d'une scolarité professionnelle technique est passée de moins de 6 % en 1939 à 24 % en 1960 soit une progression remarquable tenant compte de tous les établissements scolaires relevant du technique.
En 1952, les centres d'apprentissage masculins publics sont toujours largement dominants puisqu'ils totalisent encore 70 % du total des élèves garçons et filles, les centres d'apprentissage féminins publics n'en totalisant que 30 %. Ces élèves garçons du public sont alors répartis à 41 % dans les sections préparant aux métiers de la métallurgie et de l'électricité industrielle, à 35,6 % dans celles formant aux métiers du bâtiment (construction) et seulement à 3,4 % dans celles de la réparation automobile. La répartition des élèves filles du public va fortement évoluer de 1952 à 1960. Leur proportion de 40 % en 1952 dans les sections préparant aux métiers de la confection et du textile va s'abaisser à 28 % huit ans plus tard alors que leur proportion de 42 % en 1952 dans les sections dites commerciales va devenir majoritaire à 54 % en 1960.
Sous la Ve République, la réforme Berthoin de 1959 transformera en 1960 les centres d'apprentissage en collèges d'enseignement technique (CET). C'est dans le cadre des CET qu'à partir de 1967 sont créées les sections de Brevet d'études professionnelles (BEP) en deux ans qui, elles, recrutent leurs élèves venant de 3e des collèges voire de seconde des lycées. Et sections de BEP ou de CAP en deux ans qui vont remplacer les anciennes sections de CAP en trois ans vouées ainsi à la disparition. Leur mixité intervenant, le cas échéant, à partir des années 1960.
Les CET deviennent en 1976 des lycées d'enseignement professionnel (LEP) dans lesquels sont créés à partir de 1985, pour les élèves titulaires d'un Brevet d'études professionnelles (BEP), des sections en deux ans préparant aux baccalauréats professionnels dits « bacs pro ».
Puis, en 1986, les LEP deviennent des lycées professionnels (LP) préparant en quatre ans aux baccalauréats professionnels (bacs pro) qui, à partir de 2009, peuvent être préparés directement en trois ans sans passer par la préparation préalable d'un BEP.

## Exemple du centre d'apprentissage Georges Lamarque / Lycée des Eucalyptus

### Historique

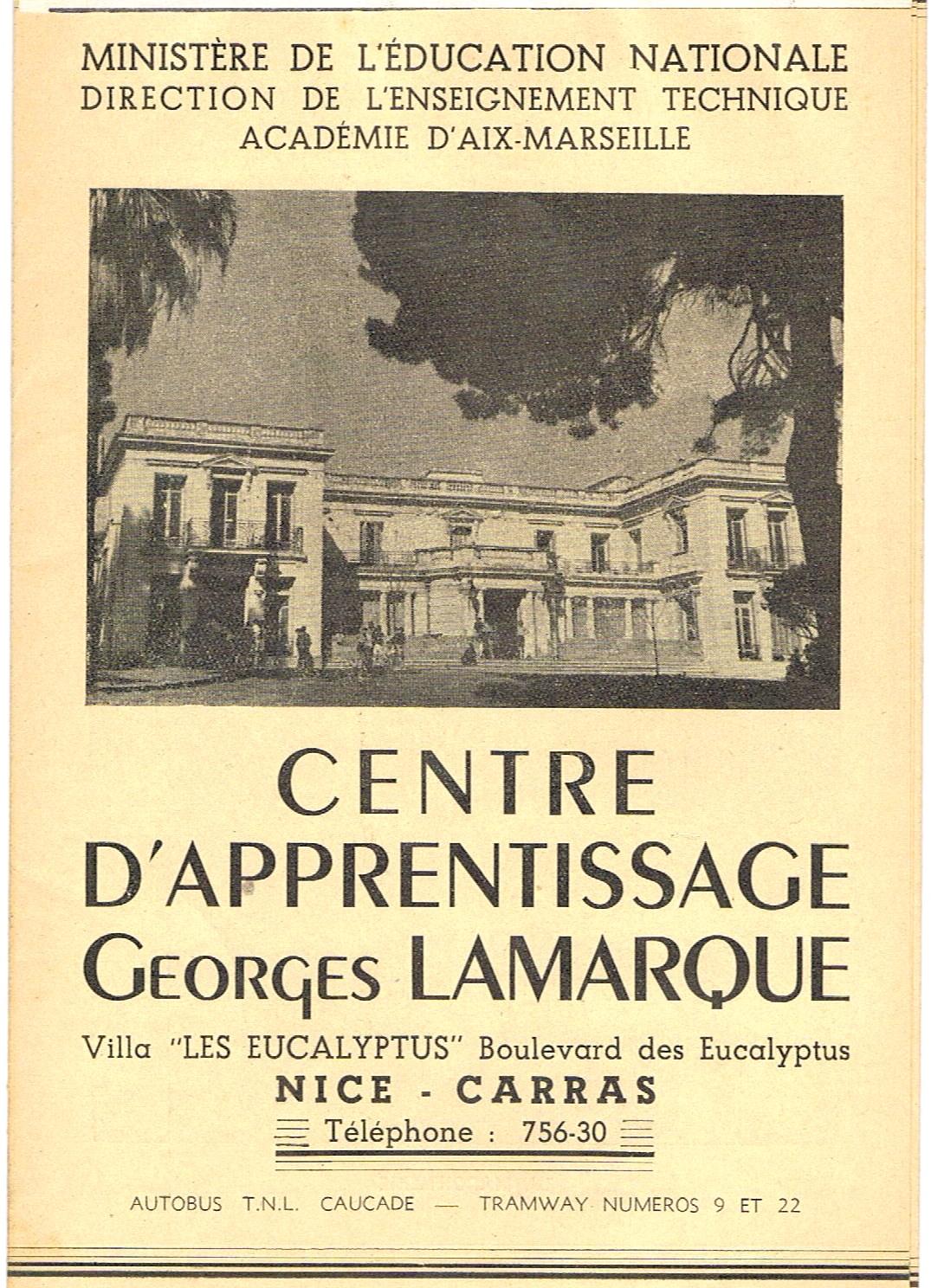
Plaquette de présentation de 1950 du centre d'apprentissage Georges Lamarque à Nice.

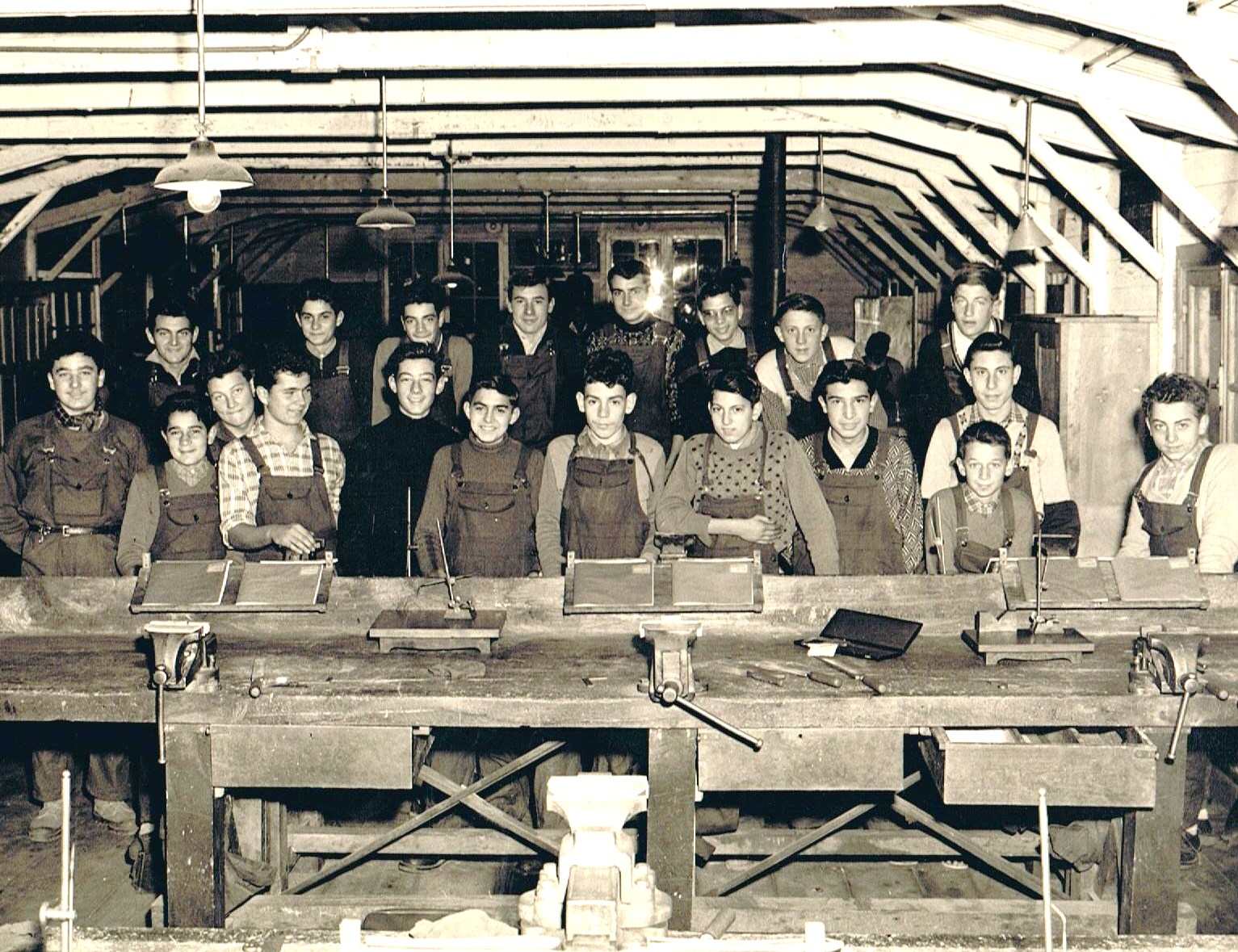
Atelier des ajusteurs dans un préfabriqué US.

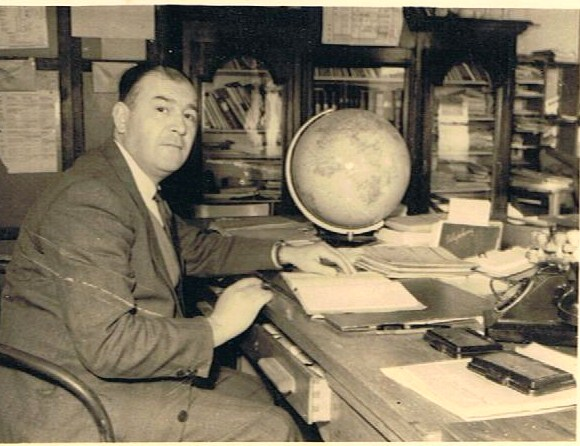
Marcel Payan (1909-2006) en 1956.

En mai 1946, conformément aux directives du GPRF et de la Direction de l'enseignement technique, le recteur d'académie d'Aix-en-Provence donne mission de créer un nouveau centre d'apprentissage public à Nice (Alpes-Maritimes) à un jeune enseignant de trente-six ans, Marcel César Rodolphe Payan (1909-2006), ayant une double compétence. Celui-ci, ancien de l'École normale primaire de Nice (1926-1929), titulaire du Brevet supérieur et ancien de l'École des officiers d'administration du service de santé des armées à Paris (1929-30), a donc reçu une double formation de pédagogue et de gestionnaire. Il a de plus acquis une grande expérience professionnelle, en France métropolitaine et dans ses territoires d'outre-mer (Nouvelle-Calédonie et Algérie). Il a en effet exercé en tant qu'instituteur, directeur d'école, surveillant général de collège et, en 1945-46, détaché dans l'enseignement technique, comme directeur-adjoint du centre d'apprentissage annexé à l'École des métiers de la Chambre de commerce et d'industrie de Nice. Pendant la guerre, en tant que lieutenant puis capitaine, il a assuré la gestion administrative d'hôpitaux militaires tant en 1939-40 qu'en 1945 après avoir été, à la Libération, résistant forces françaises de l'intérieur (FFI), organisateur les 3 et 4 septembre 1944 du rétablissement de la voie ayant permis aux troupes américaines de progresser vers Menton (libérée deux jours après) et membre du Comité de libération de Roquebrune-Cap-Martin (Alpes Maritimes).
Au printemps 1946, en longeant la voie ferrée dans le quartier ouest de Carras à Nice, Marcel César Rodolphe Payan découvre une belle propriété à l'abandon de près de deux hectares avec une grande villa de maître qui fut, sur la Côte d'Azur, la demeure du grand architecte Édouard-Jean Niermans (1859-1928). La propriété avec vue sur la mer sera réquisitionnée par les autorités et mise à la disposition de l'Enseignement technique en attendant d'être achetée par la Ville de Nice.
En quelques mois, le jeune directeur-fondateur réussit à disposer du personnel et des équipements suffisants et à réaliser les premiers aménagements nécessaires pour assurer tant bien que mal la première rentrée du 1er octobre 1946, qui s'effectue avec une cinquantaine d'élèves. L'internat, au premier étage de la villa,  accueille ceux d'entre eux qui viennent de la campagne ou de la montagne des Alpes Maritimes. Marcel Payan prend l'initiative de donner au centre d'apprentissage qu'il dirige le nom d'un héros de la Résistance - Georges Lamarque - professeur agrégé fusillé par les Allemands.

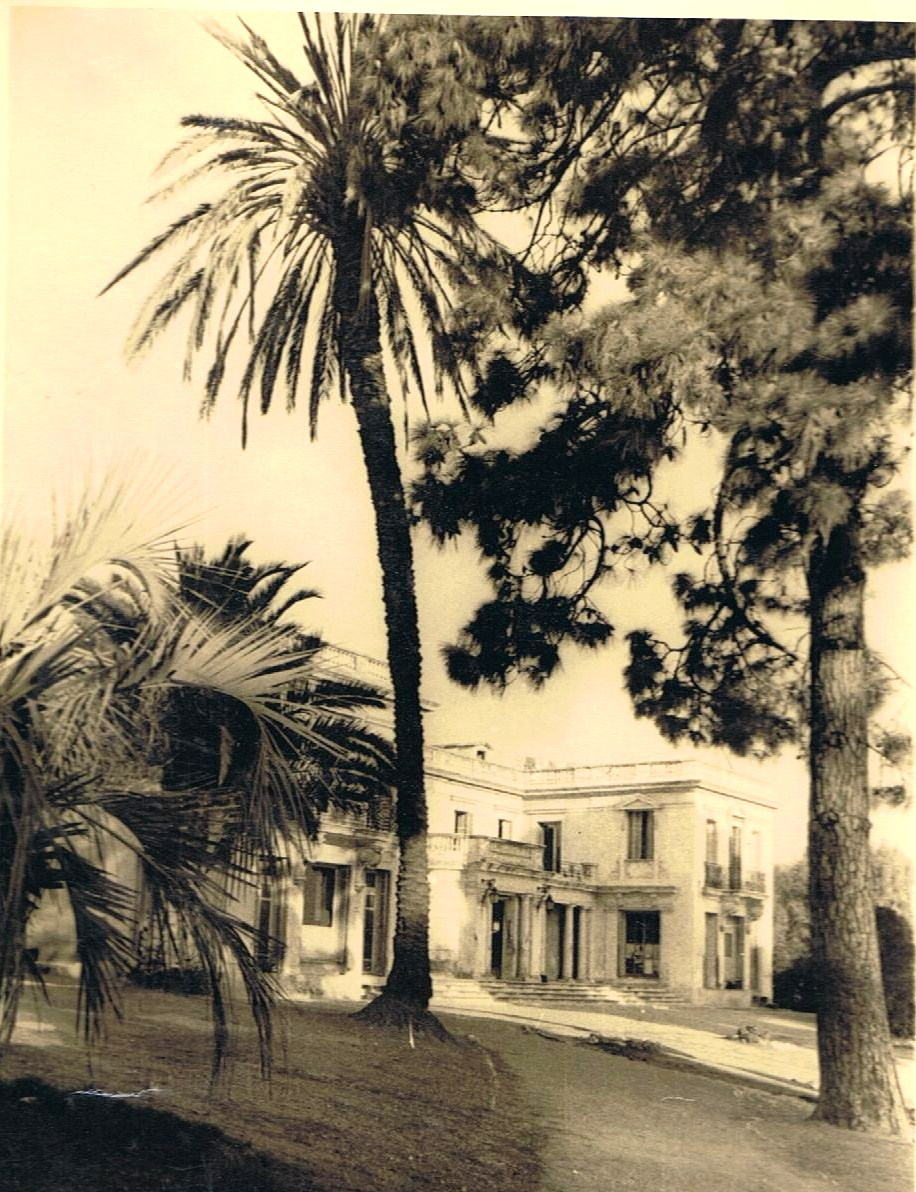
Vue partielle en 1946.
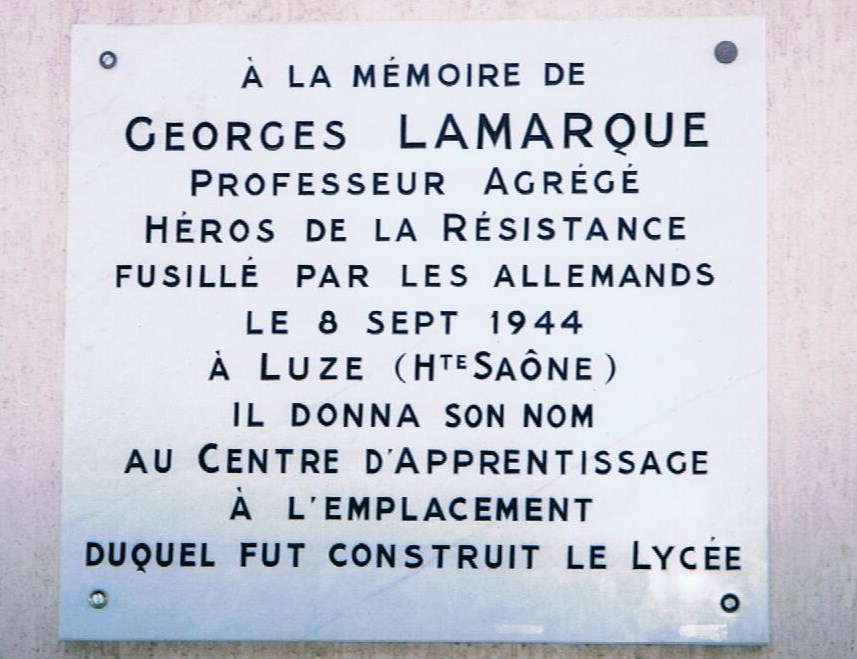
Plaque inaugurée en 2000.
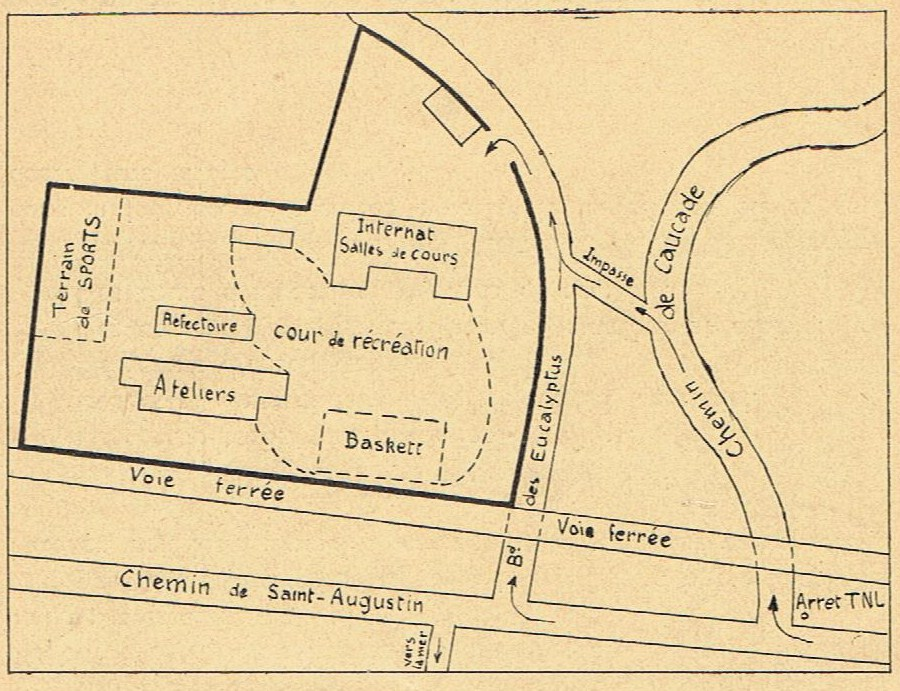
Plan des aménagements.
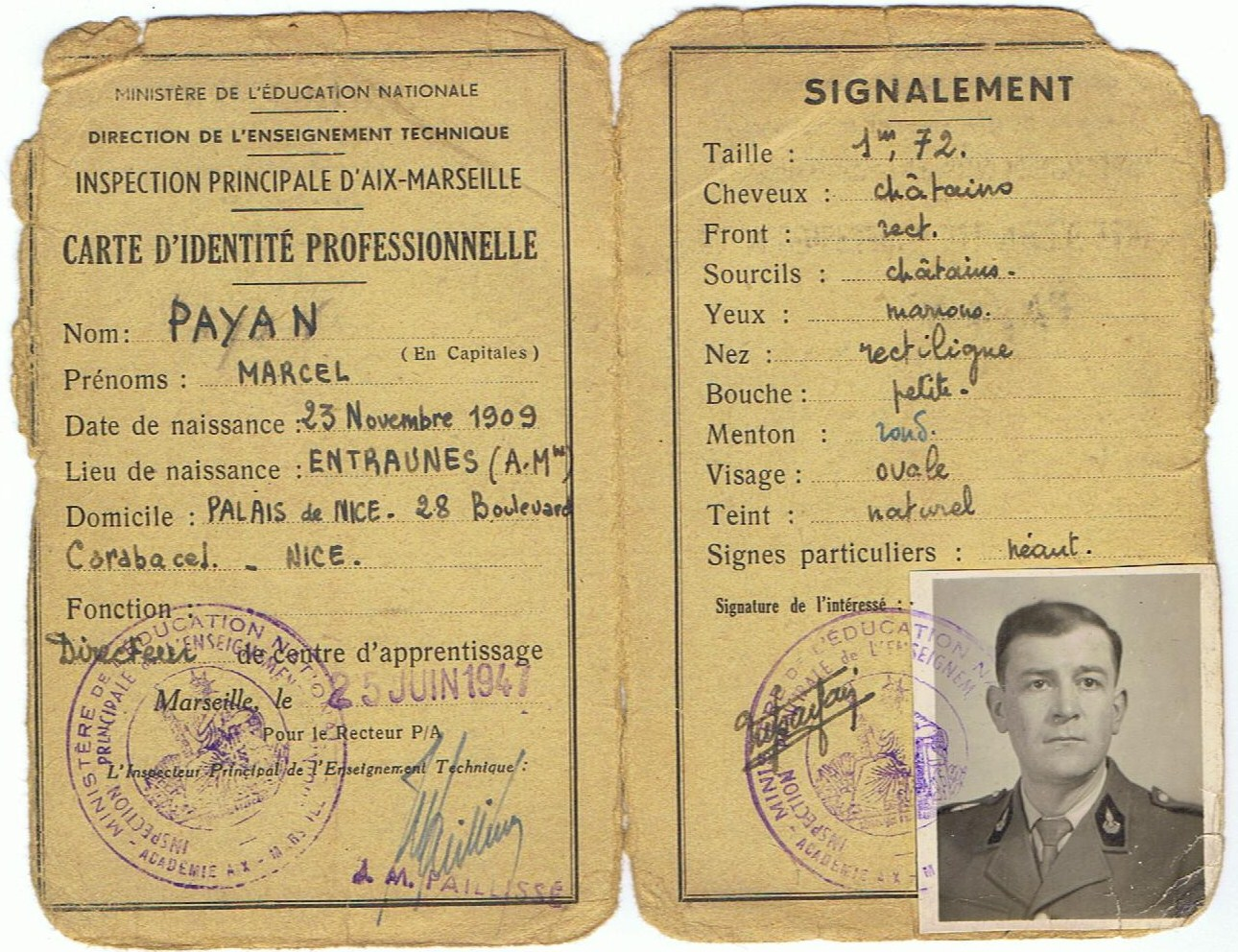
Le directeur-fondateur.

### Scolarité de 1946 à 1960
À la rentrée 1946, le faible effectif d'élèves permet de fonctionner avec des ateliers provisoires installés dans le bâtiment annexe, situé à l'entrée de la propriété, l'atelier de maçonnerie étant installé dans la cour de celui-ci. Durant l'année scolaire 1946-47 et suivantes, les professeurs techniques et leurs élèves participeront activement à l'édification des ateliers nécessaires à des effectifs croissants (jusqu'à 300 élèves), tant le remontage de préfabriqués US en bois concédés par l'armée américaine que la construction de nouveaux bâtiments en dur.
À partir de 1951, les sections relevant de la construction et formant les électriciens, les menuisiers et les maçons vont être fermées progressivement pour permettre l'ouverture d'autres sections en trois ans relevant des « métiers de l'automobile » avec notamment la préparation du CAP de mécanicien-réparateur automobile et du CAP de tôlier-formeur en carrosserie.

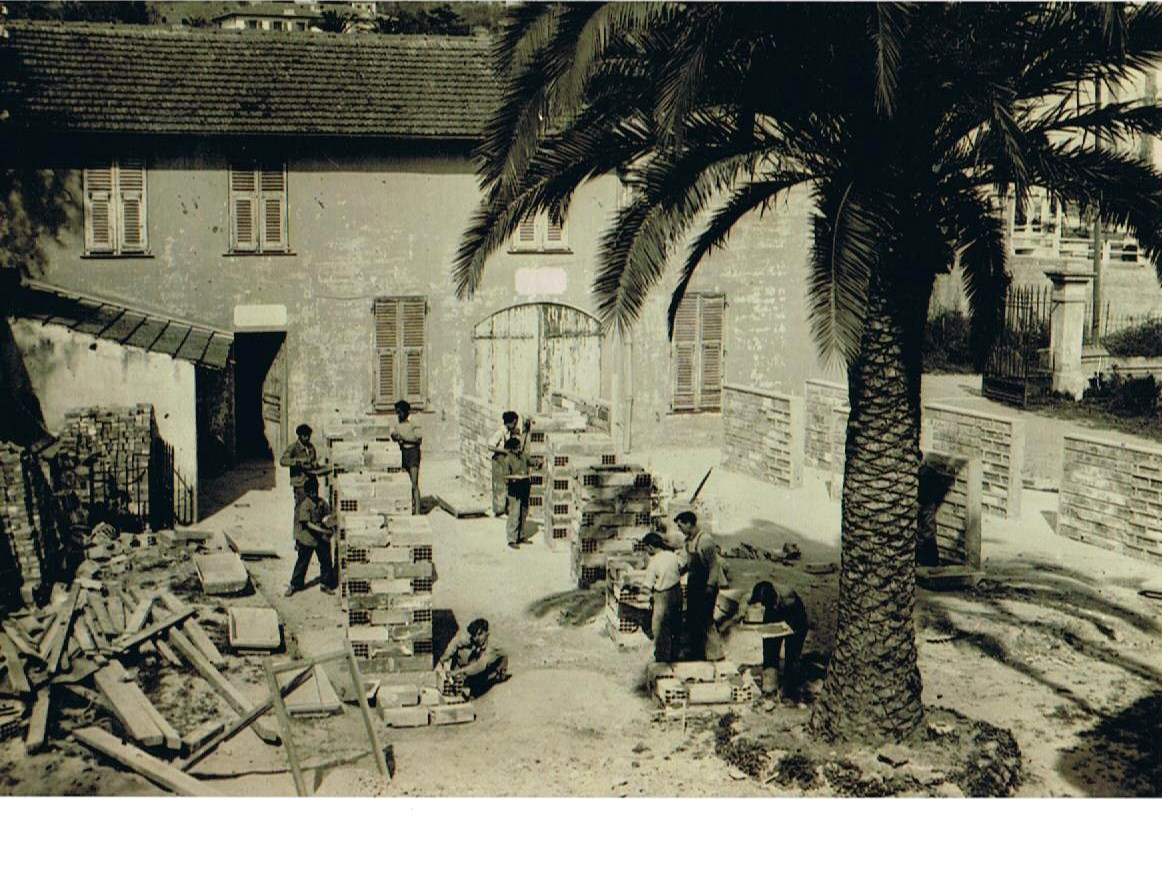
Atelier des maçons en plein-air dans la cour de l'entrée.
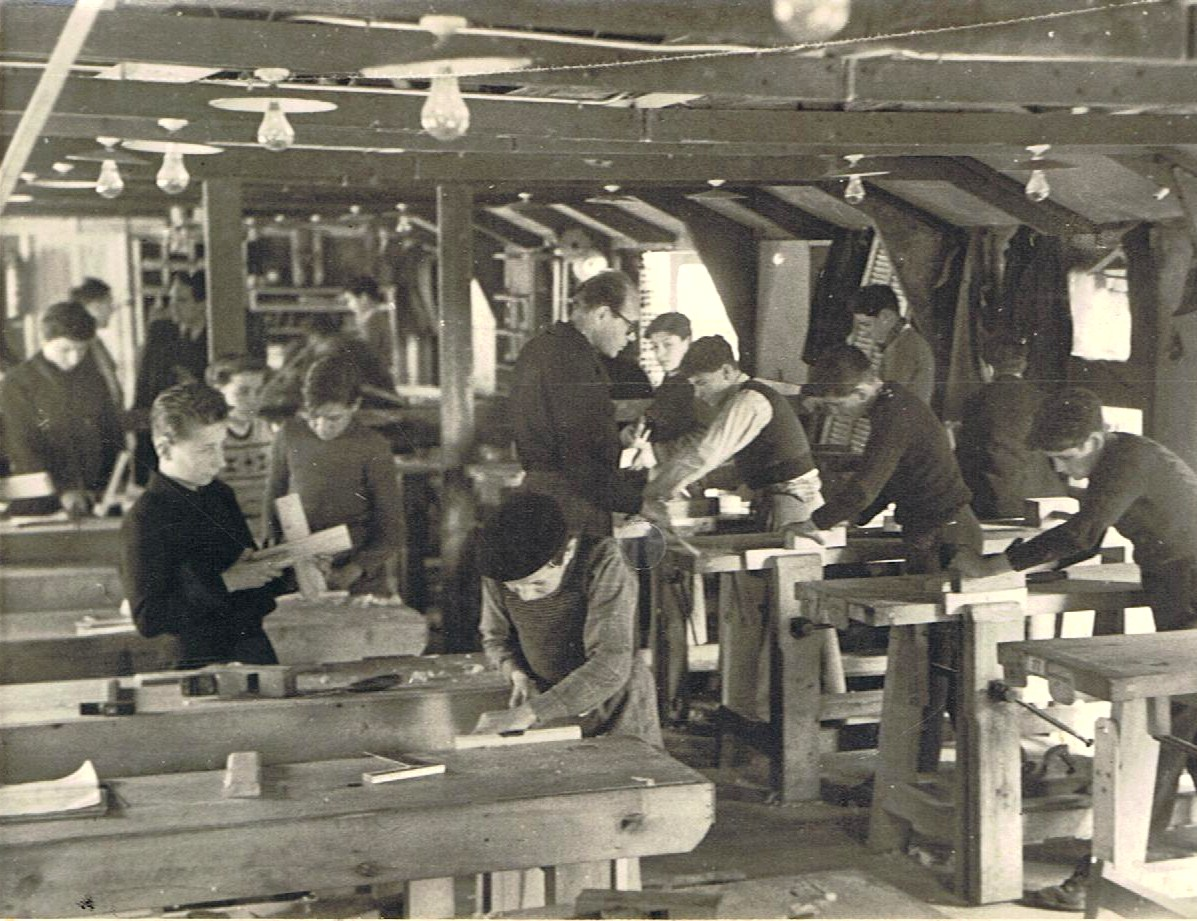
Atelier des menuisiers dans un préfabriqué US.
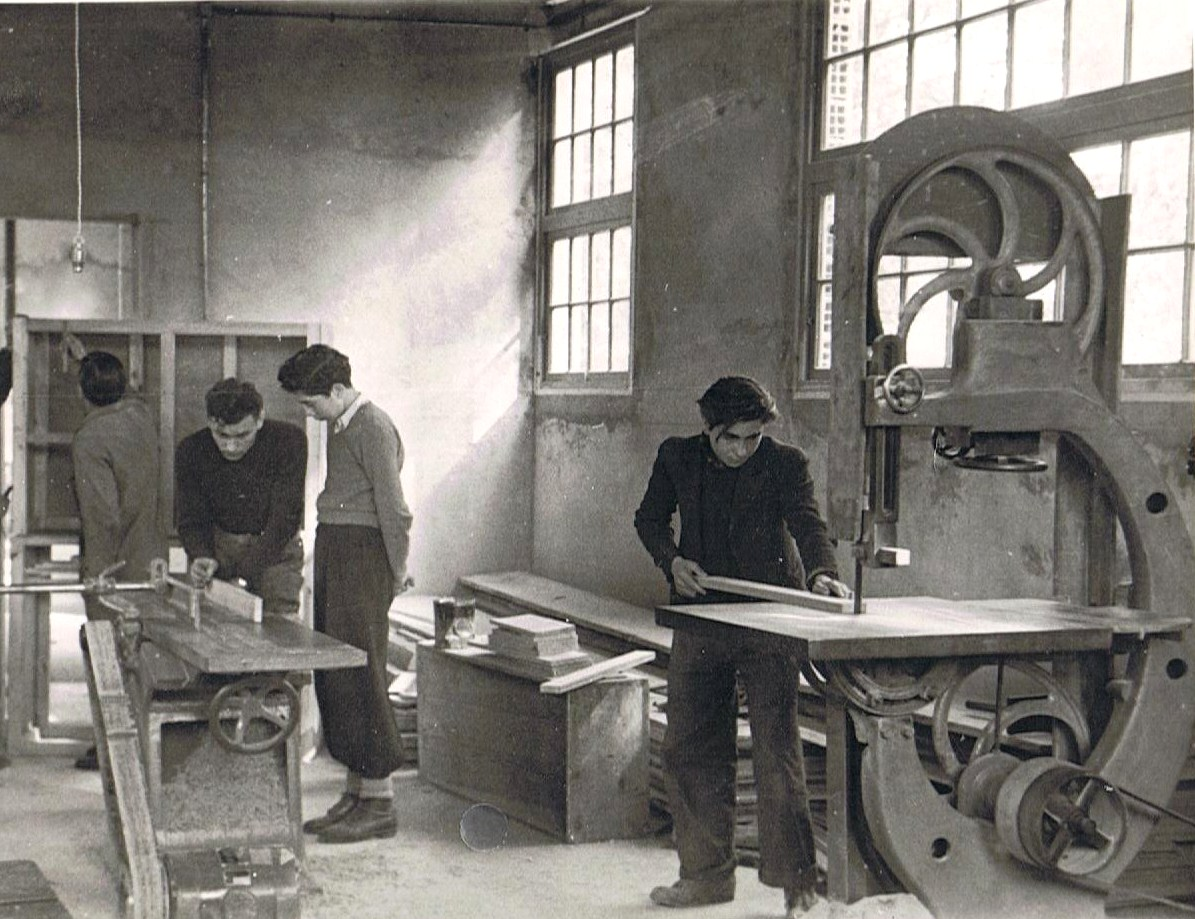
Atelier des machines à bois dans un atelier en dur.
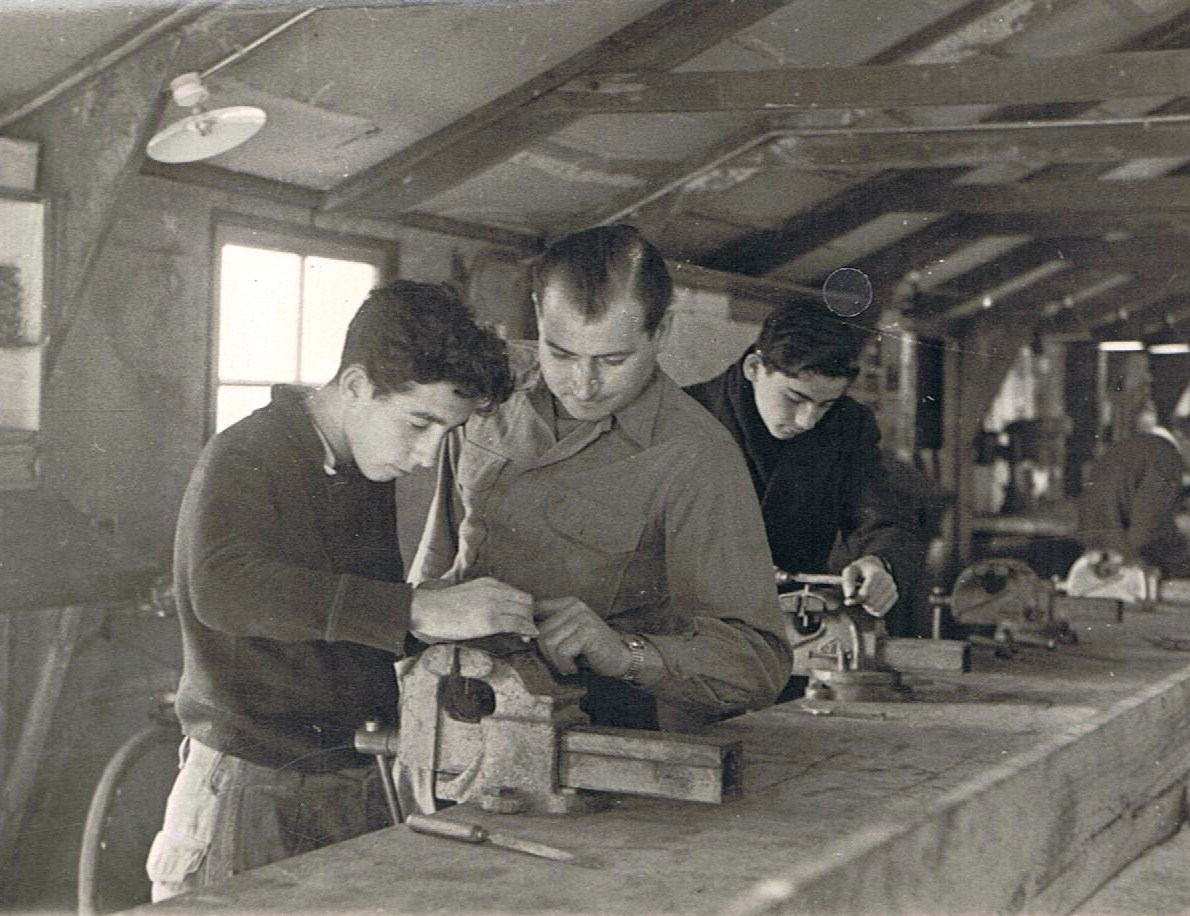
Professeur et élèves de la section des ajusteurs.
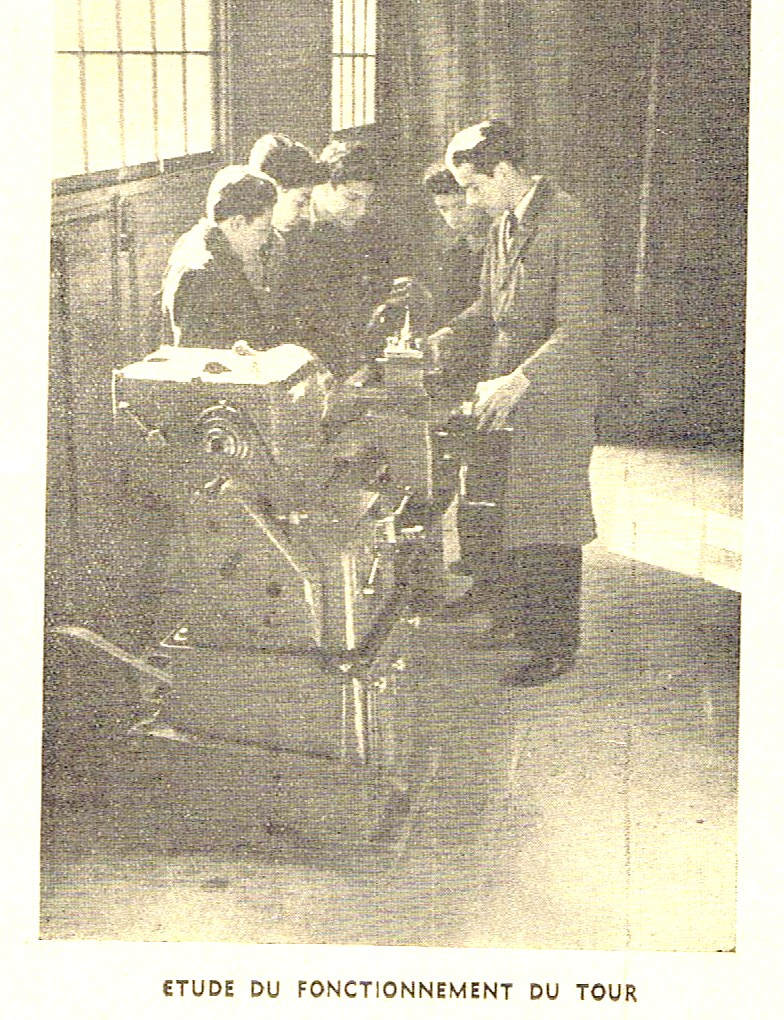
Professeur et élèves tourneurs-fraiseurs sur une machine-outil.
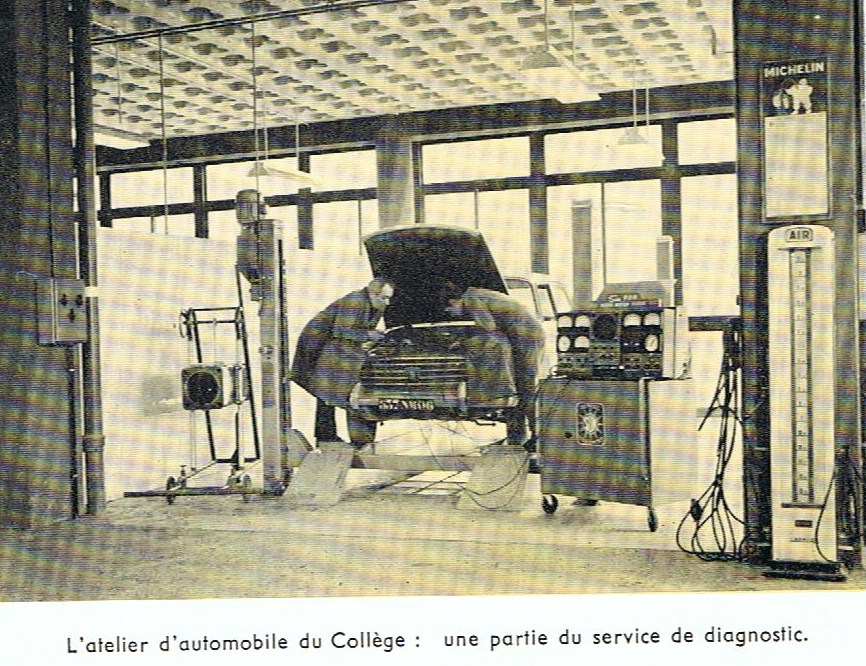
Atelier de mécanique auto mais dans le lycée de 1964.

Les enseignements généraux et le dessin industriel sont dispensés dans les classes aménagées au rez-de-chaussée de la villa avec le bureau directorial.

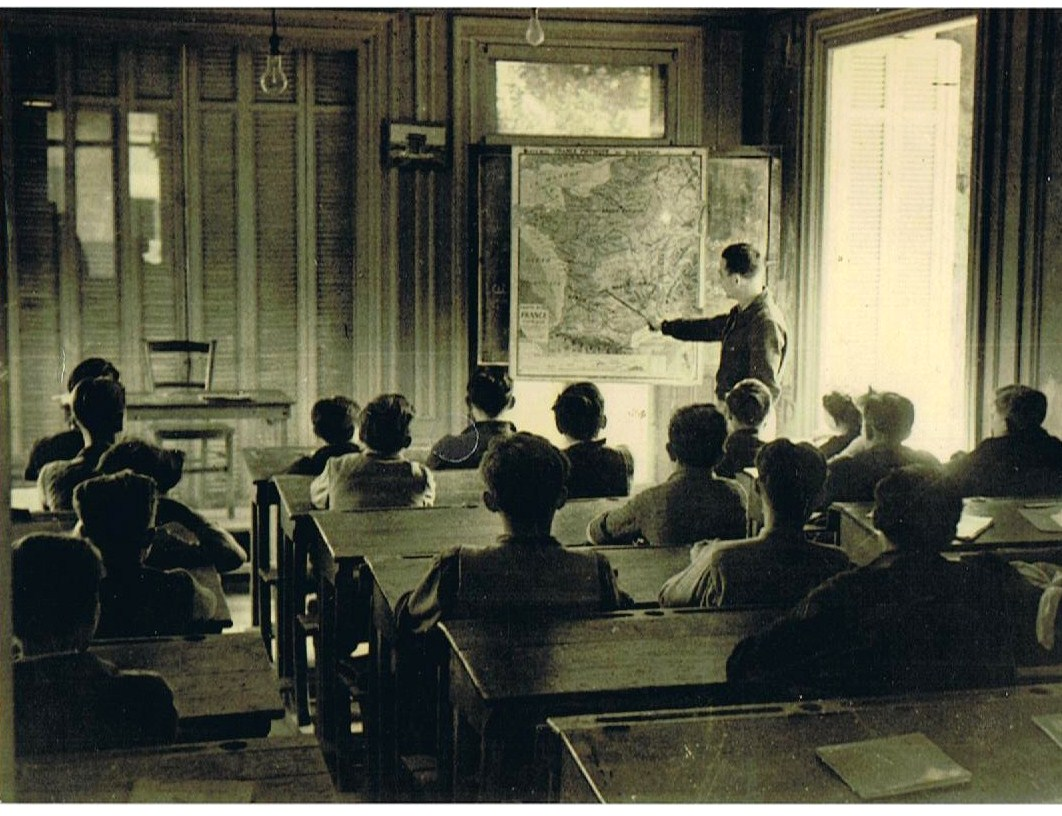
Cours de géographie.
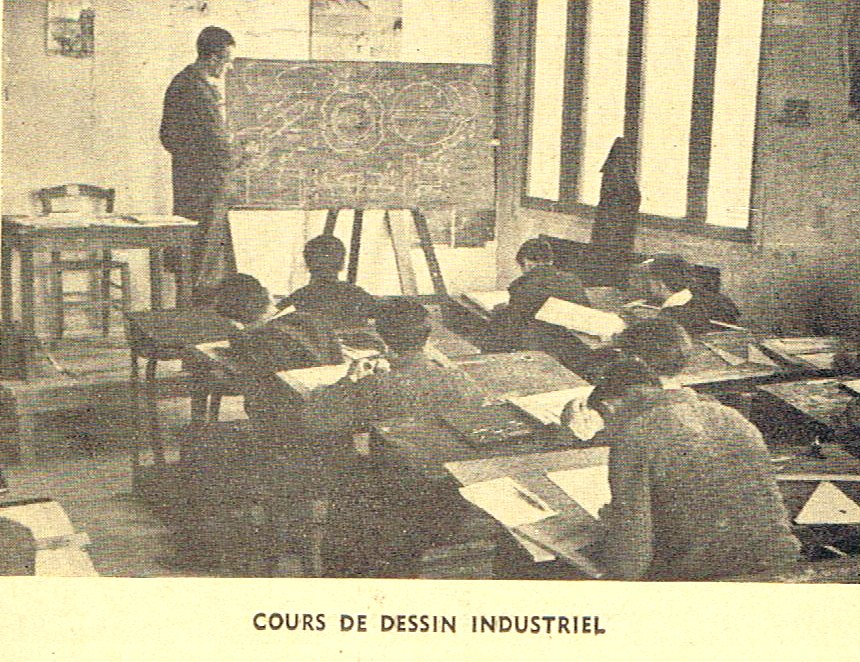
Cours de dessin industriel.

L'éducation physique et sportive dispose de l'ancien court de tennis en terre battue aménagé dans la partie basse de la propriété, du terrain de volley (noté « basket » sur le plan) dans l'enceinte de la cour de récréation et des allées du parc de deux hectares.

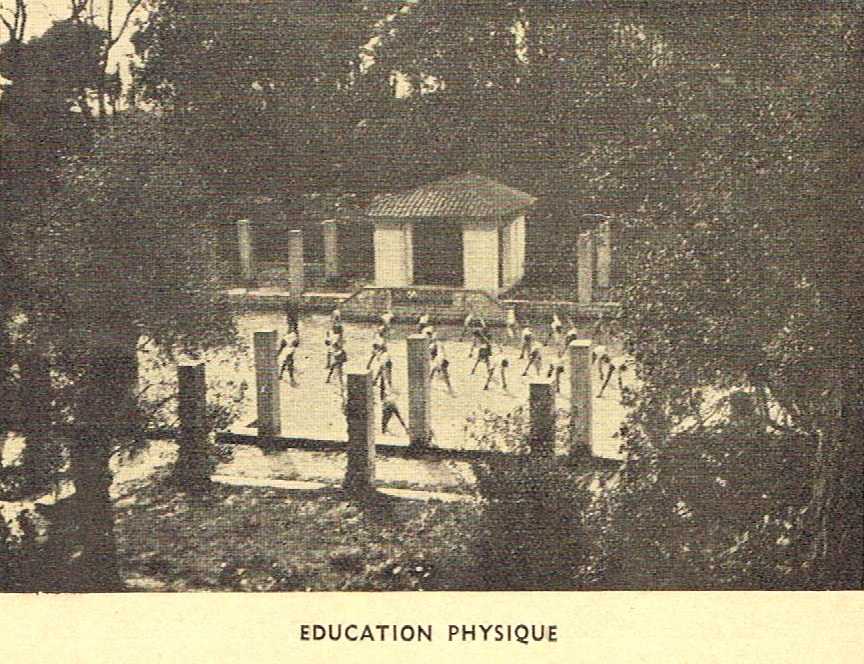
Cours de gymnastique sur l'ancien court de tennis.
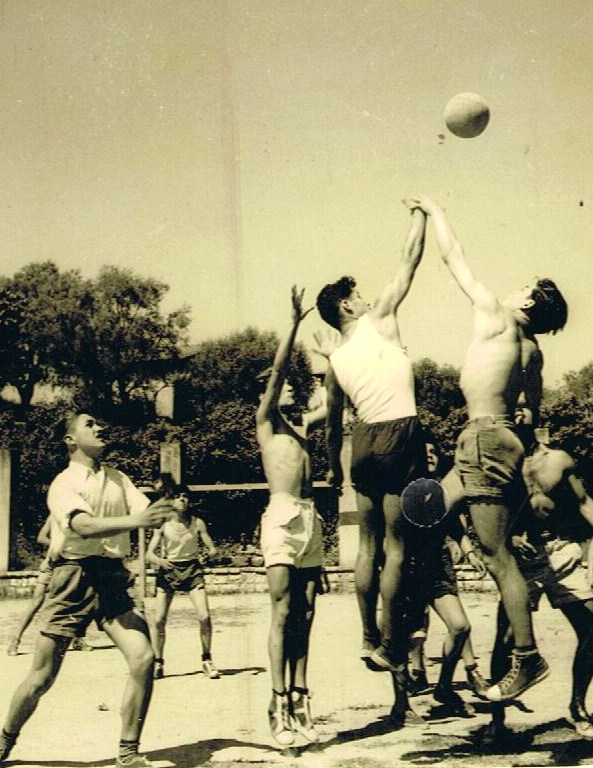
Jeu de ballon en EPS sur l'ancien court de tennis.
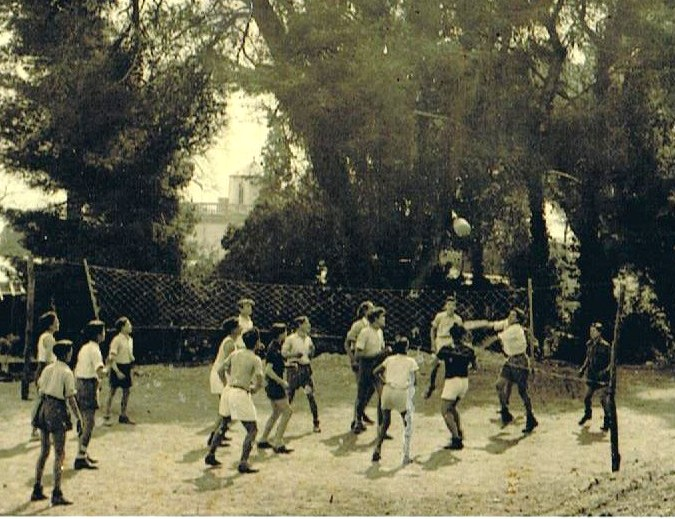
Terrain de volley-ball dans la cour de récréation.
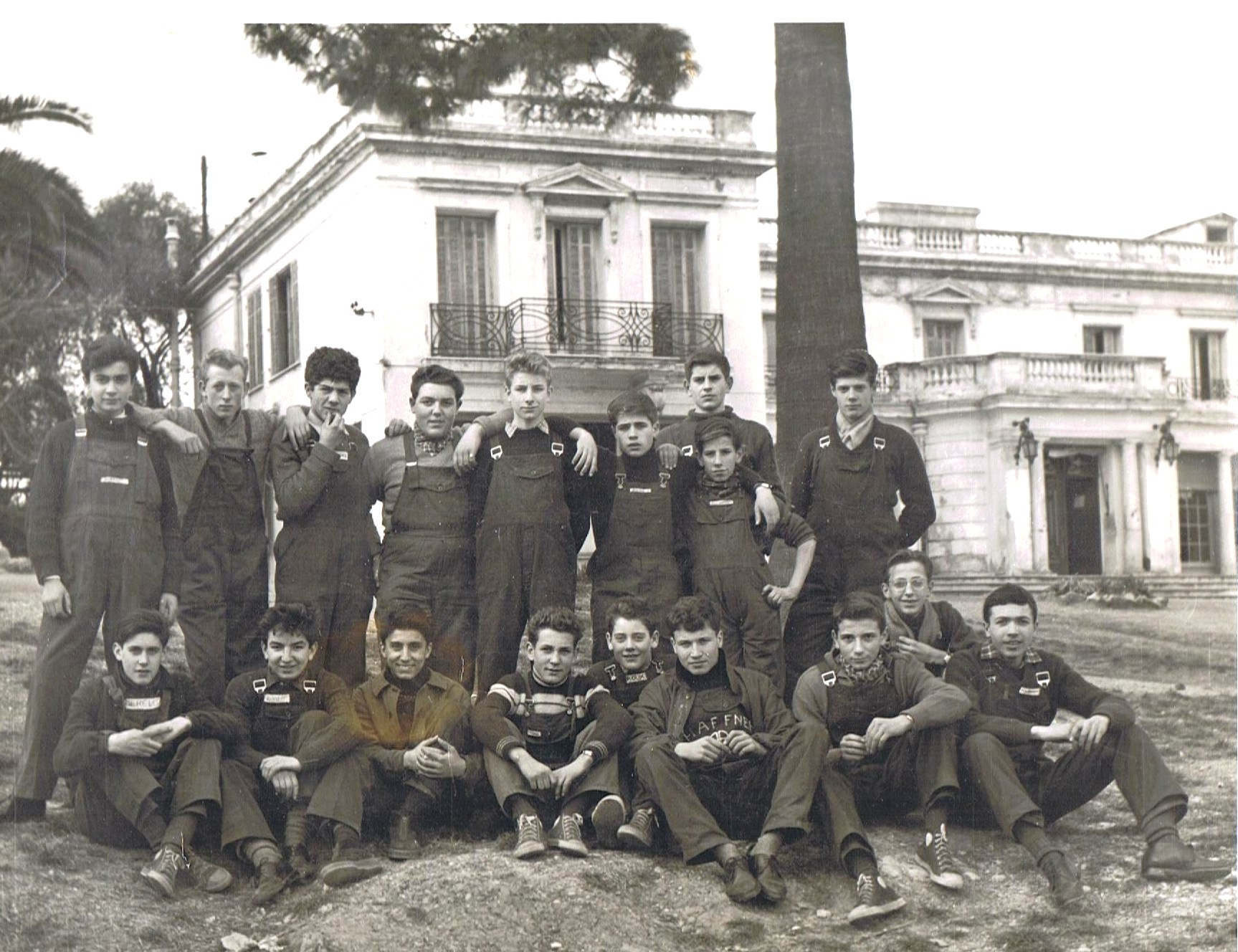
Une section en 1956-57 dans la cour de récréation.

### Admission, externat / internat et horaire journalier
Ce centre d'apprentissage de type industriel est ouvert, en tout début de formation, aux garçons âgés d'au moins 13 ans et au plus de 15 ans révolus et titulaires du certificat d'études primaires élémentaires (CEPE) ou bien admis après avoir satisfait à un examen d'entrée. Sauf dérogation, ces garçons seront donc âgés de 14, 15 ou 16 ans au cours de la 1re année, de 15, 16 ou 17 ans en 2e année et de 16, 17 ou 18 ans en 3e année.
Dans la journée, les élèves sont astreints à huit heures de cours de 8h30 à 12h30 et de 14h à 18h. L'établissement étant situé à l'ouest de Nice et donc excentré, les cours ne débutent qu'à 8h30 le matin, afin de permettre aux élèves externes y habitant d'y arriver à l'heure en empruntant les transports en commun et notamment le tramway.
Logés sur place à l'étage supérieur de la villa, avec vue sur le parc et sur la mer, les internes doivent se lever à 6h30 le matin. L'extinction des feux intervenant à 21h10, ils bénéficient donc, théoriquement, d'une nuit de sommeil de 9h20, justifiée compte tenu de leur âge et de leur condition de travail journalière incluant 8h de cours et 1h30 d'études surveillées.
Comme dans la plupart des établissements à cette époque, il n'y a ni CDI, ni salle de détente et encore moins de cafétéria. En dehors des heures de cours, les élèves ne disposent donc que de la cour de récréation et, le soir, de leurs salles d'études surveillées pour les élèves internes.

### Une scolarité sur trois ans
Au début, l'établissement propose l'apprentissage des métiers suivants : électricien, maçon, menuisier, ébéniste, ajusteur, ajusteur-mécanicien et tourneur. À partir de 1951, les sections relevant de la construction sont progressivement fermées ou transférées dans d'autres centres d'apprentissage pour permettre l'ouverture de sections relevant des métiers de l'automobile comme mécanicien-réparateur automobile et tôlier-formeur en carrosserie.

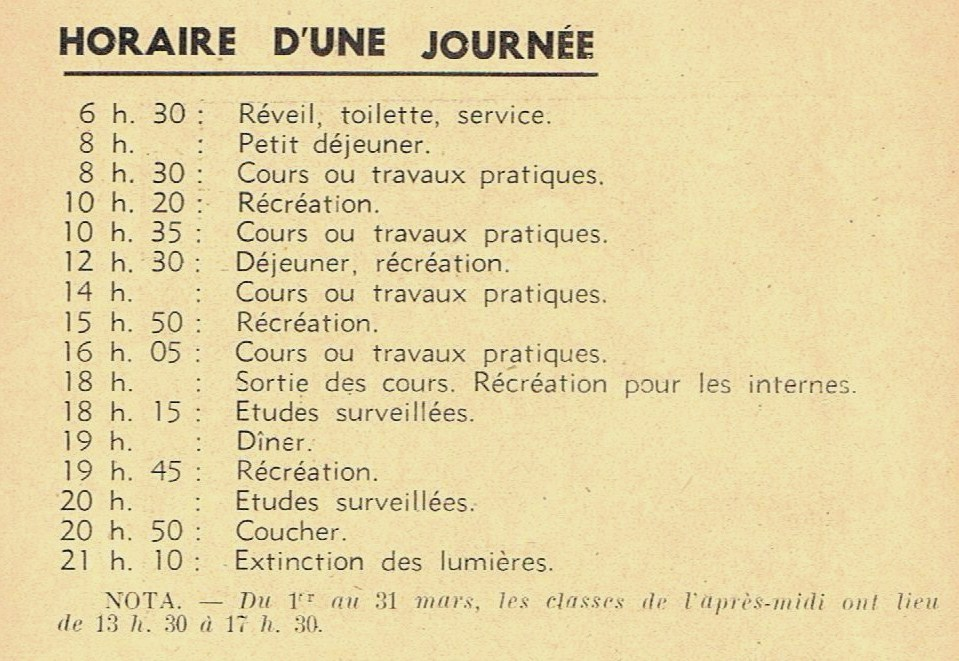
L'horaire journalier pour les élèves internes s'établit de 6h30 à 21h10, pour les demi-pensionnaires de 8h30 à 18h et pour les externes de 8h30 à 12h30 et de 14h à 18h.

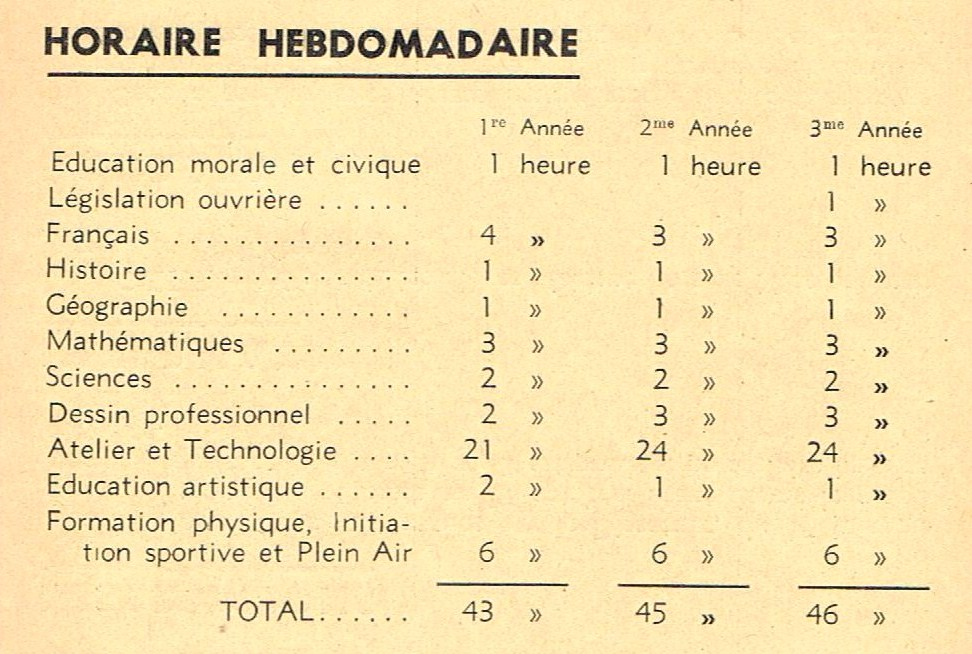
Horaires hebdomadaires des élèves des sections en trois ans préparatoires aux CAP industriels. La législation ouvrière (droit du travail) n'est enseignée qu'en 3e année.

Conformément aux recommandations de la commission Langevin-Wallon, la formation générale, civique et sportive des élèves de centre d'apprentissage n'est pas négligée, puisqu'elle compte chaque semaine pour 20 heures sur 43, soit 46,5 % en 1re année, pour 18 heures sur 45 soit 40 % en 2e année et 19 heures sur 46 soit 41,3 % en 3e année. L'année scolaire comportant alors 40 semaines de cours, les élèves reçoivent donc 800 heures sur 1 720 en 1re année, 720 heures sur 1 800 en 2e année et 760 heures sur 1 840 en 3e année. Au total, la scolarité de trois ans comporte donc 5 360 heures de cours se répartissant d'une part en 2 280 heures (42,5 %) de formation générale, civique et sportive et, d'autre part, en 3 080 heures (57,5 %) de formation professionnelle pratique et théorique.

### «Cours professionnels» pour les apprentis

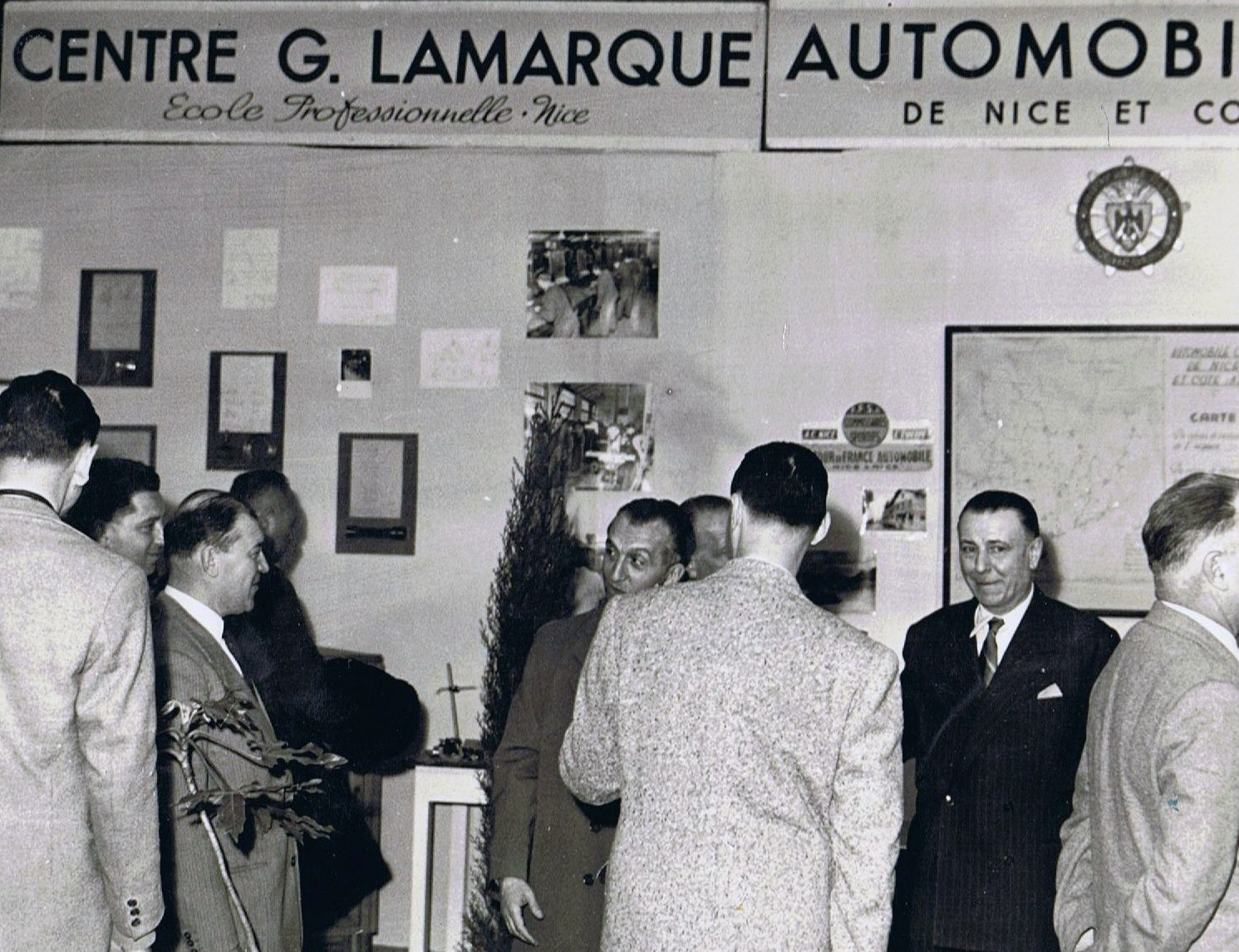
Stand du centre de formation Lamarque au salon de l'automobile de Nice en 1959.

En plus de la formation de ses élèves, le centre d'apprentissage assure des cours professionnels obligatoires pour les apprentis depuis la loi Astier du 25 juillet 1919. Les apprentis sont formés, eux, de manière traditionnelle et donc « sur le tas » par les artisans et les entreprises qui les ont embauchés par contrat. En complément de leur formation professionnelle en entreprise, ces cours professionnels dispensent aux apprentis les enseignements généraux et théoriques qui doivent leur permettre, le cas échéant, de se présenter aux épreuves du CAP pour devenir ouvriers qualifiés.
De ce fait, habitués à former eux-mêmes leurs salariés subalternes, les artisans et chefs d'entreprise vont donc, au début, être plus ou moins réticents à embaucher les jeunes élèves titulaires du CAP sortant du centre d'apprentissage. Marcel Payan devra prendre alors son « bâton de pèlerin » pour les rencontrer, nouer avec eux des relations de confiance et les convaincre de leur intérêt à embaucher ses élèves titulaires du CAP. Cette démarche d'insertion professionnelle des élèves du centre d'apprentissage s'effectue alors en partenariat avec la chambre de commerce et d'industrie et, notamment, avec la chambre syndicale professionnelle automobile regroupant les professionnels de la vente, de la réparation mécanique et de la carrosserie. 
Il y a donc alors, de fait et de droit, deux voies distinctes de formation pour se présenter au CAP.

### Composition du personnel (1949-1950)
Le personnel comprenait alors 22 personnes (19 hommes et 3 femmes) pour 150 élèves auxquels s'ajoutaient les auditeurs des Cours professionnels assurés en parallèle par le centre d'apprentissage au profit des apprentis.
Les services administratifs comprenaient alors 5 personnes : le directeur-fondateur et son adjoint, l'économe (intendant) et son adjoint ainsi qu'une secrétaire de direction.
Le personnel non enseignant comprenait 6 personnes : une assistante médico-sociale, deux maîtres d'internat, deux cuisiniers et une employée de cuisine.
Le personnel enseignant comprenait 11 professeurs relevant de trois catégories. La première comprenait l'unique maître d'éducation physique et sportive (EPS). La deuxième comprenait trois professeurs d'enseignement général (PEG) dont un PEG lettres-histoire et géographie et deux PEG mathématiques-sciences. La troisième, majoritaire, comprenait sept professeurs techniques adjoints (PTA) dont un PTA chef d'atelier, un PTA de dessin industriel et cinq autres PTA spécialisés en maçonnerie, menuiserie, électricité, ajustage et machine-outil.
La formation générale et civique des élèves est donc assurée par trois professeurs d'enseignement général (PEG) titulaires au moins du baccalauréat ou du Brevet supérieur (sauf dérogation) et ayant déjà enseigné avant leur recrutement par l'Enseignement technique. La formation professionnelle pratique et théorique est assurée par sept professeurs techniques adjoints (PTA) qui sont, eux, d'anciens ouvriers qualifiés ou techniciens justifiant des années d'expérience professionnelle et des compétences exigées pour leur recrutement. Les PEG et PTA seront ensuite recrutés par concours ou encore sur dossier avant de suivre un stage de formation de durée variable dans une des Écoles normales nationales professionnelles (ENNA) chargées d'assurer la formation professionnelle des enseignants de centres d'apprentissage, puis de collèges d'enseignement technique (CET).

### Années 1960 à 1964

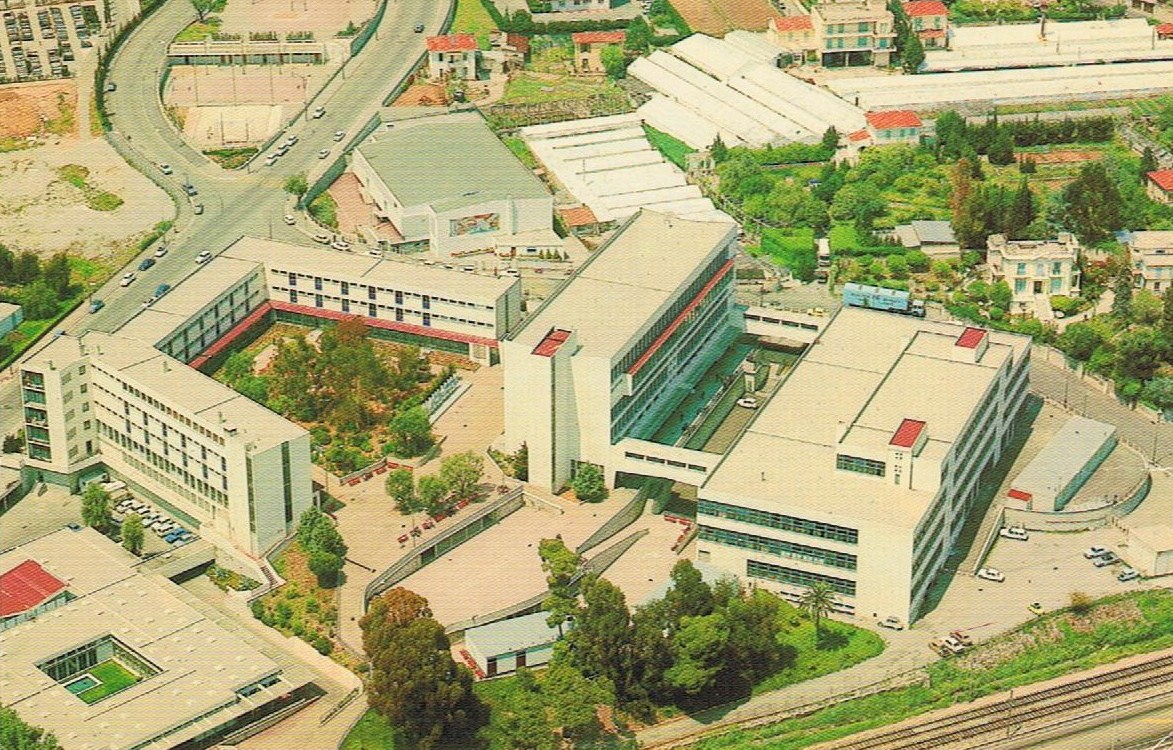
Vue aérienne du lycée et du CET des Eucalyptus ayant succédé en 1964 au Centre d'apprentissage Georges Lamarque, fondé en 1946 par Marcel Payan.

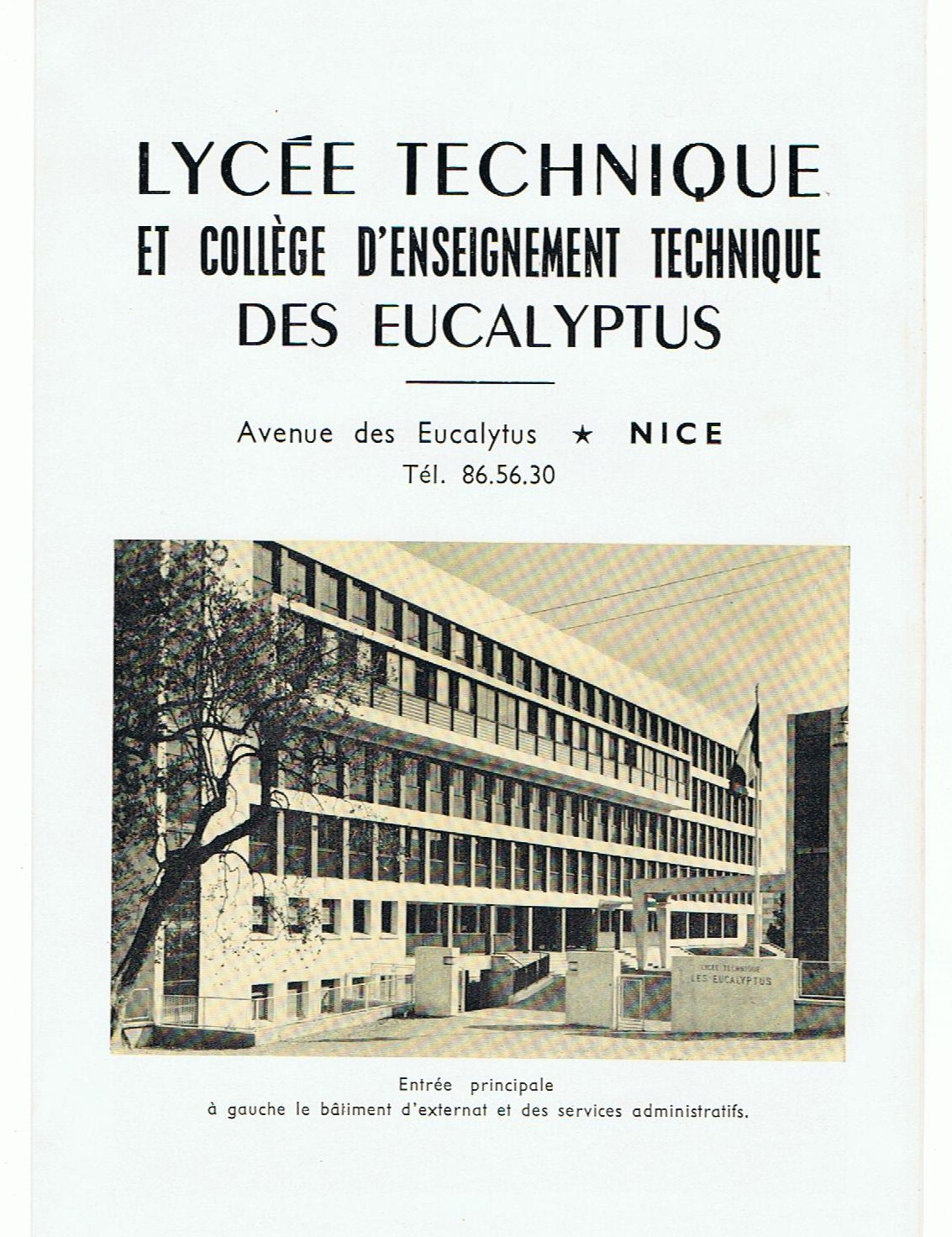
Plaquette d'information de 1964 du lycée des Eucalyptus, ayant succédé au Centre d'apprentissage Georges Lamarque.

Sous la Ve République, la réforme Berthoin de 1959 transforme en 1960 le centre d'apprentissage en collège d'enseignement technique (CET) et son directeur, Marcel Payan, reçoit alors une nouvelle mission : transformer le centre d'apprentissage placé sous sa direction en lycée technique et professionnel, devenu depuis lycée polyvalent à classes préparatoires aux grandes écoles scientifiques.
De 1960 à 1964, les anciens bâtiments - dont la villa de style d'Édouard-Jean Niermans non classée - sont progressivement rasés pour permettre la construction de ceux du lycée des Eucalyptus qui ouvrira à la rentrée 1964. Pendant ces quatre années, le collège d'enseignement technique continuera de fonctionner en quittant, au fur et à mesure, ses anciens locaux pour intégrer les nouveaux. Le directeur-fondateur, Marcel Payan, qui assure la rentrée du lycée et du CET annexé, est remplacé en décembre 1964 par un nouveau proviseur et devient alors directeur des études de l'ensemble scolaire où, il prend sa retraite en 1967 après quarante-et-une années de services civils et militaires.